# Kategoria e Parë 1996-1997
La Kategoria e Parë 1996-1997 fu la 58ª edizione della massima serie del campionato albanese di calcio disputata tra l'estate 1996 e il 16 agosto 1997 e conclusa con la vittoria del Tirana, al suo diciassettesimo titolo.
Capocannoniere del torneo fu Viktor Paço (Flamurtari Valona) con 14 reti.

## Formula
Come nella stagione precedente le squadre partecipanti furono 18. A causa della crisi politico-economica dell'inizio del 1997 il campionato si interruppe dopo le 17 partite del girone di andata. Nell'agosto dello stesso anno si decise di dividere le squadre in tre gruppi in base alla classifica e, considerando validi i punti conquistati nella prima fase, giocarono ulteriori cinque partite.
Nessuna squadra venne retrocessa.
Nessuna squadra si qualificò alle coppe europee.

## Squadre
| Squadra          | Città        | Stadio | Stagione 1995-1996 |
| ---------------- | ------------ | ------ | ------------------ |
| Elbasani         | Elbasan      |        | 13°                |
| Tirana           | Tirana       |        | Campione d'Albania |
| Partizani Tirana | Tirana       |        | 3°                 |
| Olimpik Tirana   | Tirana       |        | 5°                 |
| Flamurtari       | Valona       |        | 4°                 |
| Vllaznia         | Scutari      |        | 10°                |
| Teuta Durrës     | Durazzo      |        | 2°                 |
| Tomori           | Berat        |        | 14°                |
| Albpetrol        | Patos        |        | 11°                |
| Besa Kavajë      | Kavajë       |        | 7°                 |
| Apolonia         | Fier         |        | 6°                 |
| Shkumbini        | Peqin        |        | 9°                 |
| KF Laçi          | Laç          |        | 12°                |
| Bylis            | Ballsh       |        | Kategoria e Dytë   |
| Shqiponja        | Argirocastro |        | 15°                |
| Sopoti           | Librazhd     |        | 8°                 |
| Skënderbeu       | Coriza       |        | 16°                |
| KS Lushnja       | Lushnjë      |        | Kategoria e Dytë   |

## Fase finale

### Gruppo 1
Le partite vennero giocate a Tirana.
|                    | Pos. | Squadra          | Pt | G  | V  | N | P  | GF | GS | DR  |
| ------------------ | ---- | ---------------- | -- | -- | -- | - | -- | -- | -- | --- |
| Albania (bandiera) | 1.   | Tirana           | 46 | 22 | 14 | 4 | 4  | 40 | 9  | +31 |
|                    | 2.   | Vllaznia         | 43 | 22 | 14 | 1 | 7  | 30 | 20 | +10 |
|                    | 3.   | Flamurtari       | 41 | 22 | 14 | 3 | 5  | 42 | 23 | +19 |
|                    | 4.   | Partizani Tirana | 40 | 22 | 12 | 4 | 6  | 28 | 20 | +8  |
|                    | 5.   | Apolonia         | 31 | 22 | 9  | 4 | 9  | 25 | 26 | -1  |
|                    | 6.   | Shkumbini        | 30 | 22 | 9  | 3 | 10 | 23 | 27 | -4  |

### Gruppo 2
Le partite vennero giocate a Kavajë e Durazzo.
|  | Pos. | Squadra     | Pt | G  | V  | N | P  | GF | GS | DR  |
|  | ---- | ----------- | -- | -- | -- | - | -- | -- | -- | --- |
|  | 7.   | KS Lushnja  | 36 | 22 | 10 | 6 | 6  | 32 | 20 | +12 |
|  | 8.   | Teuta       | 33 | 22 | 10 | 3 | 9  | 23 | 16 | +7  |
|  | 9.   | Sopoti      | 31 | 22 | 10 | 1 | 11 | 17 | 23 | -6  |
|  | 10.  | Laçi        | 27 | 22 | 7  | 6 | 9  | 22 | 29 | -7  |
|  | 11.  | Besa Kavajë | 25 | 22 | 7  | 4 | 11 | 18 | 21 | -3  |
|  | 12.  | Tomori      | 24 | 22 | 6  | 6 | 10 | 15 | 28 | -13 |

### Gruppo 3
Le partite vennero giocate ad Elbasan.
|  | Pos. | Squadra     | Pt | G  | V | N | P  | GF | GS | DR  |
|  | ---- | ----------- | -- | -- | - | - | -- | -- | -- | --- |
|  | 13.  | KS Elbasani | 29 | 21 | 9 | 2 | 10 | 27 | 28 | -1  |
|  | 14.  | Bylis       | 25 | 21 | 7 | 4 | 10 | 23 | 26 | -3  |
|  | 15.  | Skënderbeu  | 24 | 21 | 7 | 3 | 11 | 21 | 38 | -17 |
|  | 16.  | Olimpik     | 23 | 21 | 7 | 2 | 12 | 27 | 28 | -1  |
|  | 17.  | Albpetrol   | 16 | 21 | 4 | 4 | 13 | 15 | 39 | -24 |
|  | 18.  | Shqiponja   | 19 | 17 | 5 | 4 | 8  | 13 | 20 | -7  |

Legenda:

      Campione d'Albania
Note:

Tre punti a vittoria, uno a pareggio, zero a sconfitta.

## Verdetti
- Campione: Tirana